# Cliffortia dentata
Cliffortia dentata är en rosväxtart som beskrevs av Carl Ludwig von Willdenow. Cliffortia dentata ingår i släktet Cliffortia och familjen rosväxter. Utöver nominatformen finns också underarten C. d. gracilis.